# Jackie Joyner-Kersee
Jackie Joyner-Kersee (ur. 3 marca 1962 w East Saint Louis jako Jacqueline Joyner) – amerykańska lekkoatletka, startująca w siedmioboju i skoku w dal. Uważana jest za jedną z najlepszych sportsmenek w historii kobiecej lekkoatletyki oraz najlepszą siedmioboistkę w całej historii tej dyscypliny. Zdobywała wielokrotnie medale igrzysk olimpijskich (w 7 finałach zdobyła: 3 złote, 1 srebrny i 2 brązowe) i mistrzostw świata (4 złote).
Kersee była pierwszą kobietą, która przekroczyła granicę 7000 pkt w kobiecym siedmioboju. Dokonała tego podczas Igrzysk Dobrej Woli w Moskwie w 1986 zdobywając 7148 pkt. Rekord świata pobijała jeszcze trzy razy. Należący do niej aktualny rekord świata wynosi 7291 pkt i został ustanowiony 24 września 1988 w Seulu. Ogółem w tabeli wszech czasów jej rezultaty zajmują 6 pierwszych miejsc.
W 1987 roku pobiła też rekord świata w skoku w dal skacząc 7,45 m. Wynik ten był kilkakrotnie poprawiany przez inne zawodniczki, a także przez nią samą. Ostatecznie jej najlepszy rezultat w tej dyscyplinie – 7,49 m – daje je drugie miejsce w tabeli wszech czasów za Galiną Czistiakową (7,52). 29 września 1988 w Seulu ustanowiła wynikiem 7,40 m (5.kolejka) rekord olimpijski.
Gazeta sportowa Sports Illustrated uznała ją za największą lekkoatletkę XX wieku.
Szwagierką Jackie Joyner-Kersee była inna znana amerykańska lekkoatletka Florence Griffith-Joyner. Jej brat Al Joyner jest mistrzem olimpijskim w trójskoku z Los Angeles.

## Osiągnięcia
- igrzyska olimpijskie: 1984 – siedmiobój 2. miejsce; 1988 – siedmiobój 1 m., skok w dal 1. miejsce; 1992 – siedmiobój 1. miejsce, skok w dal 3. miejsce; 1996 – skok w dal 3. miejsce;
- mistrzostwa świata: 1987 – siedmiobój 1. miejsce, skok w dal 1. miejsce; 1991 – skok w dal 1. miejsce; 1993 – siedmiobój 1. miejsce
- Igrzyska Dobrej Woli 1986 – siedmiobój 1. miejsce
- Igrzyska Panamerykańskie 1987 – skok w dal 1. miejsce

### Rekord świata w siedmioboju
Porównanie wyników poszczególnych konkurencji uzyskanych przez Joyner-Kersee podczas rekordowego startu z aktualnymi rekordami świata w tych konkurencjach.
| Konkurencja    | Wyniki Joyner-Kersee 7291 pkt | Rekordy świata |
| 100 m ppł      | 12,69 s                       | 12,12 s        |
| skok wzwyż     | 186 cm                        | 210 cm         |
| pchnięcie kulą | 15,80 m                       | 22,63 m        |
| 200 m          | 22,56 s                       | 21,34 s        |
| skok w dal     | 7,27 m                        | 7,52 m         |
| rzut oszczepem | 45,66 m                       | 72,28 m        |
| 800 m          | 2:08,51                       | 1:53,28        |